# 夏栻
夏栻（1526年—？），字廷瞻，江西南昌府豐城縣人，匠籍，明朝政治人物。

## 生平
嘉靖二十八年（1549年）己酉科江西鄉試第三十八名舉人。嘉靖二十九年（1550年）中式庚戌科會試第五十八名，登第三甲第一百九十二名進士。授行人，三十四年五月考选兵科給事中，三十五年三月掌吏部事大学士李本奉诏考察不职科道官共三十八人，以浮躁降调。谪广西从事。寻以湖州同知巡兵台州、宁波，迁湖广布政司参议，累升陕西按察司副使，隆庆二年（1568年）四月升太仆寺少卿。給假回鄉遷葬，尋以疾致仕。

## 家族
曾祖夏曰䛘；祖父夏宗捷；父夏若水，歲貢生。母周氏；繼母孫氏。具庆下。